# Scirè (U-Boot, 1938)
Das R.Smg. Scirè war ein U-Boot der italienischen Regia Marina im Zweiten Weltkrieg.

## Geschichte
Die Scirè war ein Boot der Adua-Klasse und wurde von 1937 bis 1938 in Muggiano bei La Spezia gebaut. Im Juni 1940 unterstand es dem 15. U-Boot-Geschwader in La Spezia. Am 10. Juli 1940 versenkte es vor der Insel Asinara das französische Handelsschiff Cheik. Anschließend wurde es umgebaut, um bemannte Torpedos zum Einsatz bringen zu können. Zusammen mit den Booten Gondar, Ametista und Iride wurde es einer Sondereinheit zugeteilt (10ª Flottiglia MAS).
Von Oktober 1940 bis September 1941 brachte es unter dem Kommando von Korvettenkapitän (Capitano di Corvetta) Junio Valerio Borghese vier Mal Kampfschwimmer in den britischen Kriegshafen von Gibraltar, wo Handelsschiffe versenkt oder beschädigt werden konnten. In der Nacht vom 18. auf den 19. Dezember 1941 kam es zu dem Einsatz im ägyptischen Alexandria. Das Boot setzte vor dem Leuchtturm von Ras-El-Tin drei bemannte Torpedos vom Typ SLC ab. Die sechs Kampfschwimmer drangen in den Kriegshafen von Alexandria ein und fügten der britischen Mittelmeerflotte großen Schaden zu.
Im Juli 1942 sollte das U-Boot Scirè ein Kampfschwimmerteam zum Hafen von Haifa bringen, wohin sich die britischen Flottenverbände wegen der Kämpfe bei El Alamein zurückgezogen hatten. Noch vor Beginn des Einsatzes wurde das Boot vor Haifa durch Wasserbomben der britischen Korvette Islay zum Auftauchen gezwungen und dann vom Feuer einer anglo-palästinensischen Küstenbatterie fünf Seemeilen vor der Küste versenkt. Die Besatzung und die Kampfschwimmer fanden den Tod. Im September 1984 barg die italienische Marine Teile der Besatzung und des Bootes.

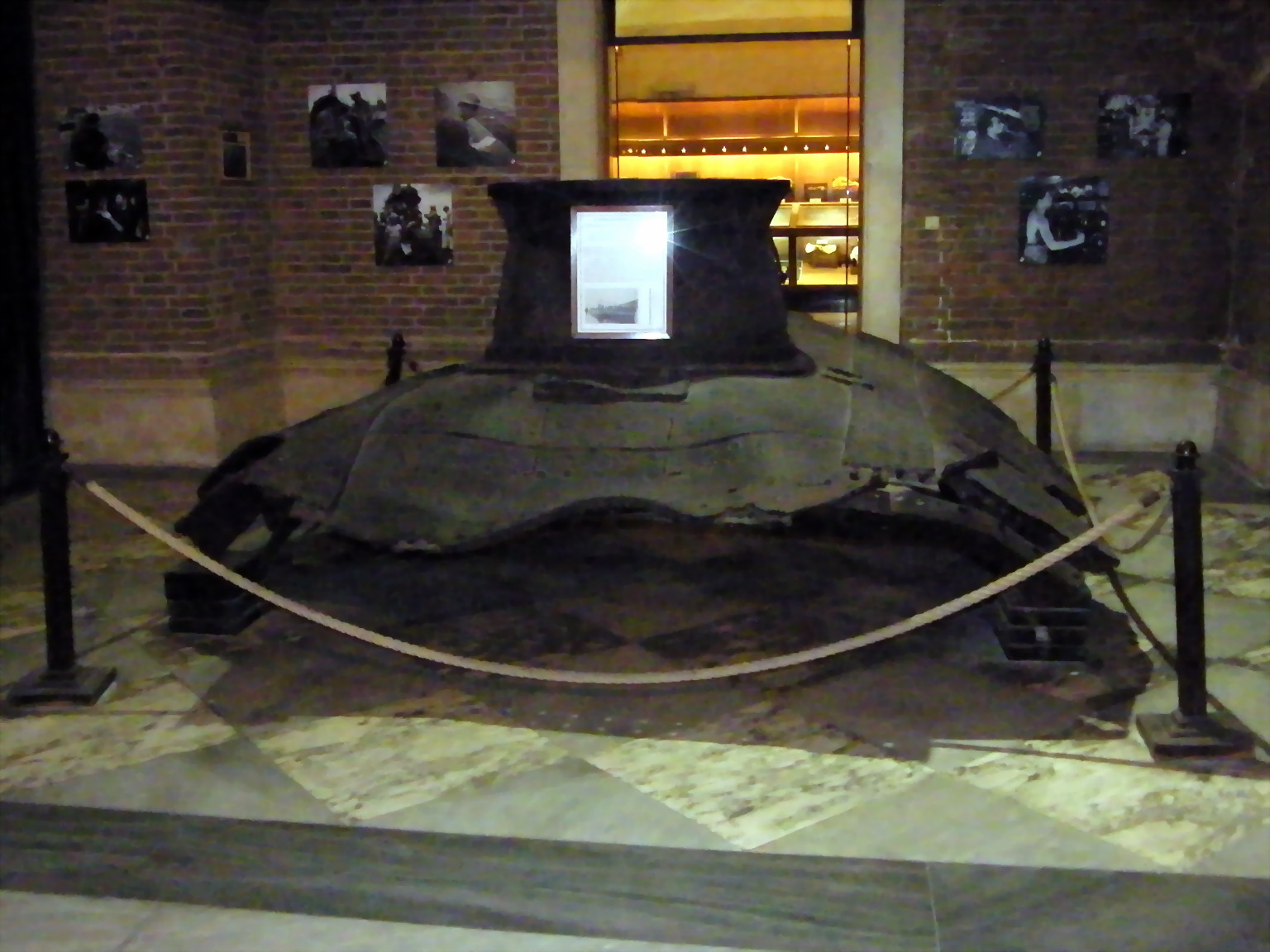
1984 geborgenes Teil der Scirè im Vittoriano in Rom. Weitere Teile des Bootes werden in anderen Museen aufbewahrt.

Die italienische Marine hat ein neues, in Italien gebautes Boot der deutschen U-Boot-Klasse 212 A nach dem 1942 bei Haifa gesunkenen Boot benannt.